# Awful
"Awful" är en låt av den amerikanska rockgruppen Hole, utgiven som den tredje och sista singeln från albumet Celebrity Skin i april 1999. Låten skrevs av samtliga fyra medlemmar. Den har uppnått 13:e plats på Billboard-listan Modern Rock Tracks.
Videon till låten regisserades av Jeff Richter.

## Låtlista
- Singel

1. "Awful" (Love/Erlandson/Schemel/Auf der Maur) – 3:16
2. "Violet" (live) (Love/Erlandson) – 4:10

- Singel

1. "Awful" (Love/Erlandson/Schemel/Auf der Maur) – 3:16
2. "She Walks on Me" (live) (Love/Erlandson)
3. "Malibu" (musikvideo)

Livespåren inspelade vid Big Day Out i Melbourne den 26 januari 1999.

## Listplaceringar
| Lista (1999)             | Högsta position |
| ------------------------ | --------------- |
| Australiska singellistan | 44              |
| Brittiska singellistan   | 42              |
| USA Modern Rock Tracks   | 13              |